# Auguste Blaizot
Pour les articles homonymes, voir Blaizot.
Auguste-Charles Blaizot, né le 24 juin 1874 à Blainville-sur-Mer et mort le 18 septembre 1941 à Paris, est un libraire et éditeur français.
Âgé de quinze ans, Auguste Blaizot vient à Paris travailler chez son oncle, Émile Lecampion, libraire installé passage du Saumon, un ancien cabinet de lecture fondé en 1840 par Mademoiselle Boisselle.
En 1902, il reprend la librairie désormais installée au 22 rue Pelletier qui devient en 1905 la Librairie Auguste Blaizot. En 1913, la librairie déménage au 21 boulevard Haussmann puis, en 1928, au 164 faubourg Saint-Honoré, son adresse actuelle, dirigée par les descendants directs du fondateur. Elle est l'une des plus anciennes librairies familiales de France, spécialisée dans la haute-bibliophilie.
Auguste Blaizot et ses fils ont développé une importante activité d'éditeur, publiant des revues, comme Le Manuscrit autographe dirigée par Jean Royère, des catalogues autour du livre d'artiste et de la reliure d'art, mais aussi des romans classiques et des recueils de poésie illustrés et typographiés avec soin aujourd'hui très recherchés. On compte notamment à son catalogue des inédits de Victor Hugo, Henri de Toulouse-Lautrec, Félicien Rops, Léon Bloy, Jean Guitton, Charles Baudelaire, Ernest Renan, Jules Barbey d'Aurevilly, Jean Paulhan, etc.
Blaizot forma de futurs grands éditeurs et libraires par exemple René Kieffer.

## Titres honorifiques
Auguste Blaizot reçoit en 1918 la Croix de guerre.
Il est président du Syndicat de la librairie ancienne et moderne (SLAM) de 1922 à 1925.
En 1923, il est fait chevalier de la Légion d'honneur, promu officier en 1932.